# Stichting Oude Drentse Kerken
De Stichting Oude Drentse Kerken is een Nederlandse stichting die in 2003 werd opgericht en zich inzet voor het behoud van oude kerkgebouwen in de provincie Drenthe. De stichting Het Drentse Landschap behartigt de belangen van de Stichting Oude Drentse Kerken.
De kerken in Drenthe maken deel uit van Drenthe's culturele erfgoed. Dat was voor de Stichting Oude Drentse Kerken de reden om zich te gaan inzetten voor het behoud van deze monumenten. Mede door de ontkerkelijking kwamen nogal wat kerkgenootschappen in financiële nood en was geen geld meer voor onderhoud beschikbaar. Sommige kerkgebouwen stonden op de nominatie om gesloopt te worden of kregen een nieuwe bestemming die het gebouw niet ten goede kwam. De Stichting Oude Drentse Kerken neemt de bedreigde kerkgebouwen over en zorgt ervoor dat zij behouden kunnen blijven. 